# Nils Regner
Nils Ivan Regner, född den 23 april 1902 i Karlstad, död 6 januari 1978 i Oscars församling i Stockholm, var ett svensk justitieråd. Han var far till juristerna Hans och Göran Regner.
Nils Regner var son till landskamreraren Ivan Frithiof Regner. Han avlade studentexamen i Kristianstad 1921 och blev 1926 juris kandidat vid Uppsala universitet. Efter sedvanlig tingstjänstgöring gick han i tjänst hos Skånska hovrätten, där han fick sitt första fiskalsförordnande 1929, blev adjungerad ledamot 1933 och var assessor 1935–1939. Åren 1940–1948 var han hovrättsråd i Göta hovrätt. Från 1934 kom Regners verksamhet att huvudsakligen förläggas till Justitiedepartementet, där han biträdde med skilda lagstiftningsuppdrag, bland annat rörande verkställighet av bötesstraff, och där han under tiden 1941–1946 som utredningsman handhade det omfattande förarbetet till en länge planerad revision av strafflagen för krigsmakten. Det av honom 1946 avgivna betänkandet i frågan låg till grund för den till 1948 års riksdag avlåtna propositionen i ämnet. Regner var 1943–1944 byråchef för lagärenden i Justitiedepartementet. Efter att 1944–1946 ha fungerat som militieombudsmannens ställföreträdare var Regner 1946–1948 militieombudsman. Från 1948 var han justitieråd. Han var ordförande i Ungdomsfängelsenämnden 1943–1946.
Regner var utgivare av Nytt juridiskt arkiv 1955–1977 och av bibliografier. Hans översikter av Svensk juridisk litteratur och Rättspraxis i litteraturen har fortsatts av andra men bär fortfarande även hans namn.

## Utmärkelser
- Kommendör med stora korset av Nordstjärneorden, 6 juni 1956.[5]